# Mabel de Orange-Nassau
Mabel de Orange-Nassau (Pijnacker, 11 de agosto de 1968) é a viúva do príncipe Friso e cunhada do rei Guilherme Alexandre dos Países Baixos. Ela é uma ativista de direitos humanos proeminente, amplamente conhecida por seus papéis na co-fundação da War Child Netherlands, do Conselho Europeu de Relações Exteriores, Girls Not Brides: a parceria global para acabar com o casamento infantil e por ter atuado como o primeiro CEO The Elders, um grupo fundado por Nelson Mandela e presidido por Kofi Annan. Em 2005, o Fórum Econômico Mundial a reconheceu como uma jovem líder global. Mabel é consultora de várias organizações sem fins lucrativos, incluindo a Coalizão do Tribunal Penal Internacional, o Fundo de Malala, a Ação de Crise e as Fundações da Sociedade Aberta.

## Infância e juventude
Ela nasceu Mabel Martine Los em Pijnacker, na Holanda do Sul. Seus pais eram Hendrik Cornelis "Henk" Los e sua esposa Florence Malde Gijsberdina "Flos" Kooman. Após a morte do pai de Mabel, quando ela tinha 9 anos, sua mãe se casou em 1984 com Peter Wisse Smit, executivo do Rabobank, e Mabel e sua irmã adotaram o sobrenome do padrasto. A princesa Mabel tem duas irmãs mais novas, Nicoline Los, mais tarde Nicoline Wisse Smit e Eveline Wisse Smit. Ela cresceu em Het Gooi, no centro dos Países Baixos
Ela estudou economia e ciência política na Universidade de Amsterdã, graduando cum laude em 1993. Durante seus estudos, ela também completou estágios nas Nações Unidas, Shell, ABN AMRO e Ministério de Relações Exteriores. Além de holandês, ela fala fluentemente inglês, espanhol e francês.
Durante seus anos de universidade, ela demonstrou interesse especial em situações de direitos humanos em todo o mundo, e mais tarde se especializou em diplomacia dos Bálcãs e relações internacionais. Em 1995, ela esteve presente na conferência de paz em Dayton, Ohio.

## Trabalho e ativismo
Mabel foi co-fundadora do Conselho de Ação Europeu para a Paz nos Bálcãs em 1994, que era uma organização não governamental que buscava a paz, a democracia e a estabilidade nos Bálcãs, e tinha Margaret Thatcher, Simon Wiesenthal e Valéry Giscard d'Estaing entre seus membros.
Em 1995, ela foi uma das co-fundadoras da War Child Netherlands, atuou no Conselho Curador até 1999. Em 1997, foi nomeada diretora de assuntos da UE do Open Society Institute em Bruxelas, uma das fundações do filantropo húngaro-americano George Soros. De 2002 a 2008, a princesa Mabel trabalhou na filial de Londres do Open Society Institute, onde foi diretora internacional de advocacia, para ajudar a coordenar todas as atividades internacionais de advocacia OSI voltadas para a mudança de política internacional.
O Fórum Econômico Mundial na Suíça a considerou uma das cem "Líderes Globais para o Amanhã". Ela é membro do fórum mundial de jovens líderes globais, um grupo de reflexão e lobby que tem como objetivo abordar questões globais.
Ela é um dos membros fundadores do Conselho Europeu de Relações Exteriores do think tank europeu. Ela também é membro do Conselho de Governo da Interpeace.
De julho de 2008 a maio de 2012, ela foi a primeira diretora executiva da The Elders, um grupo de indivíduos eminentes reunidos por Nelson Mandela para usar sua sabedoria, liderança independente e experiência para enfrentar alguns dos problemas mais difíceis do mundo. Ela supervisionou as operações diárias dos anciãos.
Em maio de 2012, Mabel renunciou ao cargo de CEO da The Elders, após o acidente em fevereiro de 2012 em que seu marido, o príncipe Friso, foi pego em uma avalanche e permaneceu hospitalizado até sua morte em 12 de agosto de 2013. Ela continua envolvida com os anciãos como membro de seu Conselho Consultivo, no qual atua como Presidente do Comitê Consultivo de Meninas Não Noivas: A Parceria Global para Terminar o Casamento Infantil.
Em 2015, ela assinou uma carta aberta para a qual a Campanha ONE estava coletando assinaturas; a carta foi endereçada a Angela Merkel e Nkosazana Dlamini-Zuma, exortando-as a se concentrarem nas mulheres, pois elas atuam como chefe do G7 na Alemanha e da UA na África do Sul, respectivamente, que a definiram as prioridades no financiamento do desenvolvimento antes de um cúpula principal da ONU em setembro de 2015, que estabelecerá novas metas de desenvolvimento para a geração.

## Casamento e filhas
Mabel Wisse Smit e Prince Friso de Orange-Nassau se casaram em Delft em 24 de abril de 2004. O casal tem duas filhas:
- Condessa Emma Luana Ninette Sophie de Orange-Nassau, Jonkvrouwe van Amsberg, nascida em 26 de março de 2005 em Londres. Seus padrinhos são: o príncipe Constantino dos Países Baixos (tio paterno), Eveline Wisse Smit (tia materna), Baronesa Sophie von der Recke (prima em primeiro grau paterna) e Emma Bonino (amiga dos pais);
- Condessa Joanna Zaria Nicoline Milou, de Orange-Nassau, Jonkvrouwe van Amsberg, nascida em 18 de junho de 2006 em Londres. Seus padrinhos são: Guilherme Alexandre dos Países Baixos (tio paterno), o príncipe Jaime, conde de Bardi (primo materno de seu pai), Nicoline Wisse Smit (tia materna), Ruben Amerling e Maria Luz Luano (amigos de seus pais).

Como o príncipe Friso não pediu permissão ao parlamento holandês para se casar, ele deixou de ser membro da casa real e perdeu os direitos de sucessão de suas filhas. Portanto, nem a princesa Mabel nem suas filhas são membros da casa real. O príncipe Friso morreu em 2013.

## Títulos, estilo e nomes
Desde seu casamento, Mabel usa o estilo de Alteza Real e os títulos de cortesia de Princesa de Orange-Nassau, Condessa de Orange-Nassau, Lady van Amsberg. Ela não foi legalmente criada como princesa, mas é costume que esposas e viúvas de membros da família real tomem os títulos de seus maridos. Foi decidido que seus filhos receberiam os títulos de conde ou condessa de Orange-Nassau e Jonkheer ou Jonkvrouw van Amsberg.

## Honras e prêmios
- Países Baixos: Medalha de Investidura do rei Willem-Alexander (30 de abril de 2013).
- Em 2014, Mabel de Orange foi nomeada para o Toastmasters 'Communication Award pelo capítulo holandês da Toastmasters International por sua atuação no TEDxAmsterdam.